# Xiaoweizhai
Xiaoweizhai är en ort i Kina. Den ligger i provinsen Guizhou, i den sydvästra delen av landet, omkring 100 kilometer sydost om provinshuvudstaden Guiyang. Antalet invånare är 58 913.